# 鈴木常司
鈴木 常司（すずき つねし、1930年7月6日 - 2000年11月15日）は、日本の実業家、ポーラ化粧品元会長。

## 人物・経歴
1930年7月6日、静岡県生まれ。立教大学卒業。1953年8月経営学を学ぶため、アメリカへ留学。ウィリアムズ・カレッジに学ぶ。1954年創業者である父鈴木忍の急死により留学先のアメリカから帰国。24歳でポーラ化成工業とポーラ化粧品本舗の社長となる。セールスレディーによる高級化粧品の訪問販売「ポーラ商法」で業績をのばした。1996年会長。2000年11月15日死去。
美術品の収集家でもあったが、特定のアドバイザーを持たず、美術の専門書によって独学で美術史を学び、その知識を収集に活かすことで19～20世紀の西洋・日本美術の歴史を追うことのできる体系的な西洋絵画コレクションを作り上げた。2002年、鈴木のコレクションにより、箱根・仙石原にポーラ美術館、銀座にポーラ ミュージアム アネックスが開館した。
ポーラ化粧品会長の鈴木郷史は甥。